# Lista över offentlig konst i Nynäshamns kommun
Lista över offentlig konst i Nynäshamns kommun är en ofullständig förteckning över främst utomhusplacerad offentlig konst i Nynäshamns kommun. 
| Titel            | Konstnär(er)                  | Årtal | Beskrivning | Typ - material                        | Plats Koordinater                                                       | Bild           |
| ---------------- | ----------------------------- | ----- | ----------- | ------------------------------------- | ----------------------------------------------------------------------- | -------------- |
| Vågspel med fisk | Sam Westerholm                | 1998  |             | skulptur - brons                      | Stadsparken, Nynäshamn 58.91381, 17.94629                               |                |
| Den goda hamnen  | Stig Blomberg                 | 1956  |             | skulptur - granit                     | Malmtorget, Nynäshamn 58.91215, 17.94863                                |                |
| Slända           | Ulf Sucksdorff                | 1969  |             | fontänskulptur - rostfritt stål       | Odins plan, Nynäshamn 58.9033, 17.93528                                 | Slända         |
| Minnesfärd       | Ole Drebold                   | 1997  |             | skulptur - trä                        | Rosengårdens park Fridhemsvägen 6, Nynäshamn 58.90136, 17.94445         |                |
| Vaktaren         | Ole Drebold                   | 2002  |             | skulptur - marmor                     | Heimdalsplan, Nynäshamn 58.90693, 17.94151                              |                |
| Solbåt mot havet | Åke Thornblad                 | 1978  |             | skulptur - rostfritt stål, röd granit | Stadshusplatsen, Nynäshamn 58.90269, 17.94669                           |                |
| Padda            | Sam Westerholm                | 1999  |             | fontänskulptur - brons                | Korsningen Fredsgatan-Centralgatan, Nynäshamn 58.90334, 17.94775        | Padda          |
| Snigeldrake      | Randi Fischer Ralph Bergholtz | 1968  |             | lekskulptur - plast                   | Sunnerby förskola, Sorunda 59.01857, 17.82493                           |                |
| Sulkarp          | Sam Westerholm                | 2013  |             | skulptur - brons                      | HSB Brf Hamnklippan, Floravägen/Berghyllan 58.90219, 17.94829           | Sulkarp        |
| Mörk båt         | Sam Westerholm                | 2013  |             | skulptur - diabas                     | HSB Brf Briggen (Hamnklippan), Floravägen/Berghyllan 58.90164, 17.94742 |                |
| Vilande panter   | Einar Luterkort               | 1952  |             | skulptur - brons                      | Centralgatan, Nynäshamn 58.90412, 17.94617                              | Vilande panter |
| Centrumsmycket   | Hans Polmar                   |       |             | relief - trä                          | Väggen till fastigheten Fredsgatan 11 58.90394, 17.94878                | Centrumsmycket |

## Fotnoter
1. ↑  ”Konstverket "Solbåt mot havet" skadat”. Nynäshamn kommun. 30 juni 2014. Arkiverad från originalet den 3 april 2015. https://web.archive.org/web/20150403200030/http://nynashamn.se/Kommun--politik/Nyhetsarkivet/Arkiv-2014/2014-06-30-Konstverket-Solbat-mot-havet-skadat.html.
2. ↑  Skadad och skickad på reparation  (2014-06)[1]
3. ↑  Inköpt av dåvarande Sorunda kommun 1968
4. ↑  Beställd av Televerket till dåvarande Posthuset 1952. Skulpturen flyttat från sin ursprungliga placering.